# Ogcodes maai
Ogcodes maai är en tvåvingeart som beskrevs av Evert I. Schlinger 1971. Ogcodes maai ingår i släktet Ogcodes och familjen kulflugor. Inga underarter finns listade i Catalogue of Life.